# Albanska furstendömen
Albanska furstendömen uppstod i ett flertal under senmedeltiden (slutet av 1100-talet och 1400-talet) i Albanien och Epirus och regerades till största del av albanska furstar. De flesta furstendömena uppstod då det Serbiska tsardömet började vittra sönder av inre maktkamper under den andra hälften av 1300-talet och en rad albanska småfurstendömen kunde fylla det maktvakuum som uppstod i Albanien och norra Grekland. De flesta av dessa mindre furstendömen enades i en konfederation gentemot Osmanska riket 1444 som är känt under namnet Lezhaligan.

## Lista över furstendömen
| Nr | Furstendöme                          | Vapen | Adelsfamilj                           | År        |
| -- | ------------------------------------ | ----- | ------------------------------------- | --------- |
| 1  | Furstendömet Arbërien                |       | Progoni                               | 1190-1255 |
| 2  | Despotatet Angelokastron och Lepanto |       | Bua Shpata                            | 1358-1374 |
| 3  | Furstendömet Valona och Kanina       |       | Stratzimirovič (bulgarer, ej albaner) | 1332-1417 |
| 4  | Despotatet Arta                      |       | Losha                                 | 1358-1416 |
| 5  | Furstendömet Gjirokastër             |       | Zenebishi                             | 1386-1434 |
| 6  | Muzakajs furstendöme av Berat        |       | Muzaka                                | 1335-1444 |
| 7  | furstendömet Kastrioti               |       | Kastrioti                             | 1389-1444 |
| 8  | Dukagjinis furstendöme               |       | Dukagjini                             | 1387-1444 |
| 9  | Furstendömet Albanien                |       | Thopia                                | 1368-1444 |
| 10 | Arianitis furstendöme                |       | Arianiti                              | 1432-1444 |
| 11 | Konfederationen Lezhaligan           |       | Kastrioti/Dukagjini                   | 1444-1479 |